# Дороті (харонський кратер)
Дороті (англ. Dorothy) — кратер на Хароні – супутнику Плутона. Діаметр ≈ 261 км. Його було названо 11 квітня 2018 року МАСом на честь головної героїні «Дивовижного чарівника країни Оз» Дороті.